# جورج نوبل
جورج نوبل (هلندی: George Knobel; ۱۰ دسامبر ۱۹۲۲ – ۵ مهٔ ۲۰۱۲) سرمربی فوتبال اهل پادشاهی هلند بود.